# Gendarmería Real (Marruecos)
La Gendarmería Real de Marruecos es el cuerpo nacional de Gendarmería del Reino de Marruecos. Fue fundada en 1957 por el rey Mohammed V. La estructura de sus funciones ha sido determinada por dos principales tradiciones diferentes, pero complementarias. Una de ellas tiene sus raíces en la historia y la cultura de Marruecos. La gendarmería nació del sistema administrativo y político de Marruecos de seguridad pública que ha garantizado el mantenimiento del orden público durante siglos. La segunda tradición (Majzén) es mucho más moderna. 

## Descripción
Al igual que otros miembros de la organización FIEP, la legislación que fundó la Gendarmería Real de Marruecos, la describe como una fuerza pública destinada a garantizar la seguridad pública y el orden público y la aplicación de las leyes. Esta misión encarga la legislación a la Gendarmería al Fuerzas Armadas Reales de Marruecos, que constituye una fuerza militar en su estructura, administración y formas de comando. Se compone de oficiales, suboficiales y soldados.

## Funciones

Gendarme marroquí.

Las funciones de la Gendarmería Real de Marruecos son numerosas y variadas en especie. Sin embargo, el órgano legislativo ha dado gran importancia a las funciones policiales. El artículo séptimo de la fundación de texto indica que "El objetivo del servicio de la gendarmería es garantizar sobre todo las funciones administrativas, judiciales y militares de las actividades policiales y ayudar directamente a las autoridades competentes con la legislación prevista". Esta situación implica tres anexos en cuanto a la utilización de la Gendarmería Real:
- Administración de Defensa Nacional, especialmente en los temas de organización y los equipos militares de policía judicial.
- Ministerio de Justicia para el cumplimiento de la legislación vigente en las actividades policiales.
- Ministerio del Interior para la aplicación de políticas de administración común.

Las funciones de la Gendarmería Real, en este campo, han sido determinadas por el Código de Procedimiento Penal de Primera Instancia de 1959. Se llevan a cabo todas estas funciones bajo la administración de la Gendarmería Real, el fiscal y el control del Tribunal de Apelaciones. Las funciones consisten en la determinación del crimen antes de la acusación reuniendo las pruebas, la detección de los autores y llevarlos ante los tribunales autorizados; y la ejecución de las órdenes de los jueces después de la acusación. El personal de la Gendarmería Real participa en la aplicación de Policía Judicial. La Gendarmería Real actúa con las características de ser un agente de la policía judicial orientado según el Tribunal de Procedimiento Penal.
Detecta y determina la violación de las leyes como policía judicial; y como policía de la fuerza pública, informa al fiscal de crímenes y delitos sobre los que no tiene jurisdicción. Luchar contra el constante aumento de la delincuencia y sus aspectos internacionales y, por otro lado, el aumento de los textos y su complejidad, la Gendarmería Real se comprometió a modernizar sus métodos y equipos de manera continua y reforzar su eficacia mediante la evaluación técnica y científica policial y penal de datos. Con este objetivo, se establecieron dos laboratorios, que están bajo la administración de investigadores de alto nivel.

## Equipamiento
- Aviones
  - 10 S2R T-34 Turbo Trush  Estados Unidos
  - 20 Tornado  Estados Unidos
  - 14 BN-2T Defender  Reino Unido

- Helicópteros Multifunción
  - 5 Aérospatiale SA 330 Puma  Francia Reino Unido
  - 3 Aérospatiale Lama  Francia
  - 1 Aérospatiale Alouette III  Francia
  - 2 Super Puma  Francia/ Eurocopter
  - 4 UH-60 Blackhawk  Estados Unidos
  - 3 Eurocopter EC 135 Eurocopter
  - 2 Eurocopter EC 145 Eurocopter
  - 7 Aérospatiale Gazelle  Francia Reino Unido
  - 4 Eurocopter Ecureuil Eurocopter

- Pistolas
  - VP70  Alemania
  - HK4  Alemania
  - PA Rr 51  Francia
  - PP  Francia Alemania
  - Mod 92FS  Italia
  - MAB PA-15  Francia
  - MAC Mle 1950  Francia
  - SIG Sauer P226  Alemania
  - SIG-Sauer P228  Alemania
  - Colt Detective Special  Estados Unidos
  - Smith & Wesson Model 10  Estados Unidos
  - Beretta 93R  Italia
  - Heckler & Koch USP  Alemania
  - MK 23 MOD 0  Alemania

- Subfusiles y Fusiles de Asalto
  - FN P90  Bélgica
  - MP5A3/A5/SD6  Alemania
  - UZI/MICRO-UZI/MINI-UZI  Israel
  - MAT-49  Francia
  - Ingram MAC-10  Estados Unidos
  - Heckler & Koch UMP  Alemania
  - Beretta ARX-160 Italia
  - M16A1/A3/A4  Estados Unidos
  - Carabina M4  Estados Unidos
  - FN CAL  Bélgica
  - G36C & G36KV  Alemania

- Rifles de Precisión'
  - FR-F1  Francia
  - PGM Ultima Ratio  Francia
  - Barrett m107  Estados Unidos

- Escopetas
  - Benelli M4  Italia
  - Spas-12  Italia
  - SPAS-15  Italia
  - Valtro PM-5/PM-5-350  Italia